# Овраг

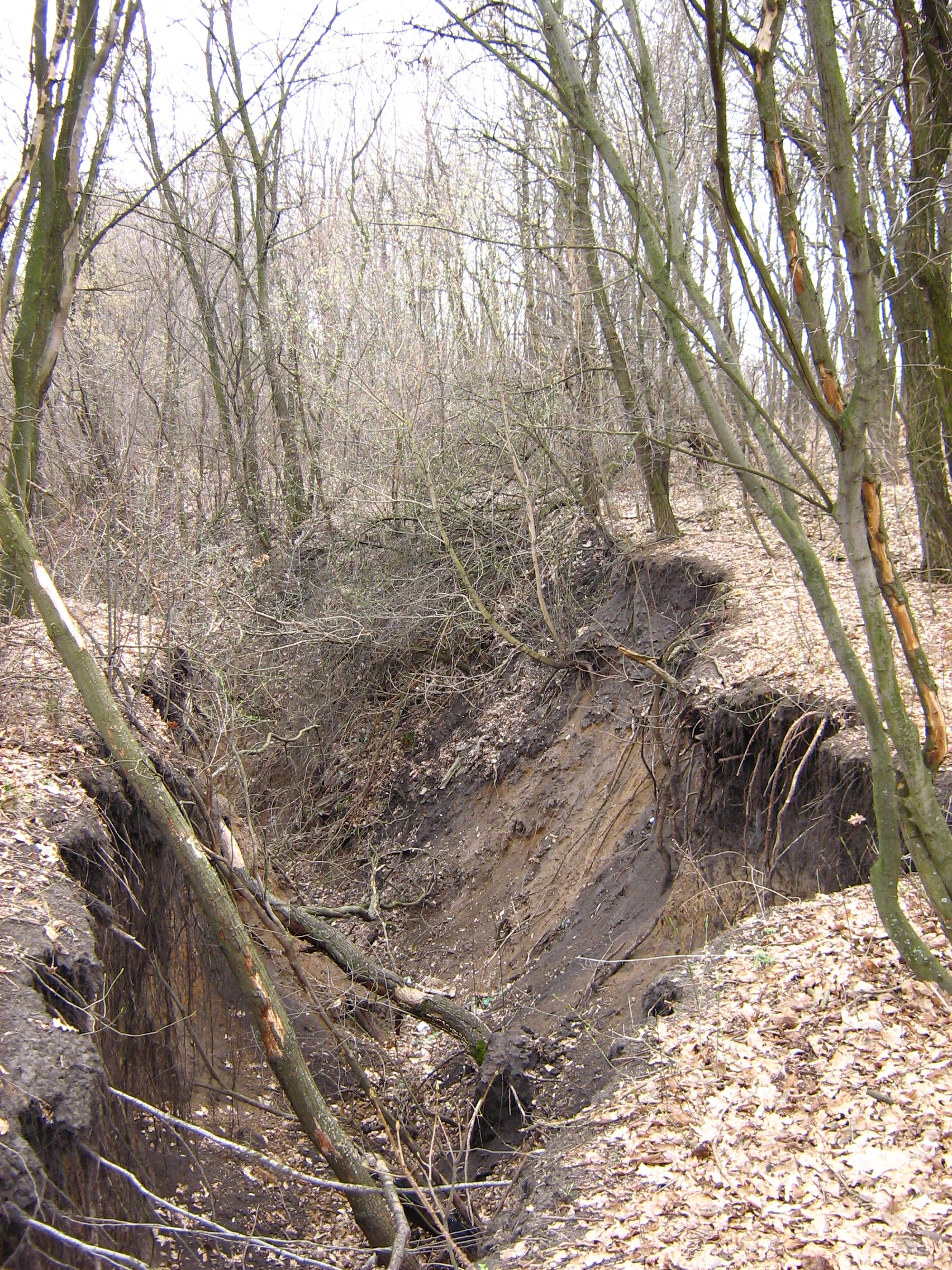
Овраг в Харьковской области, Украина

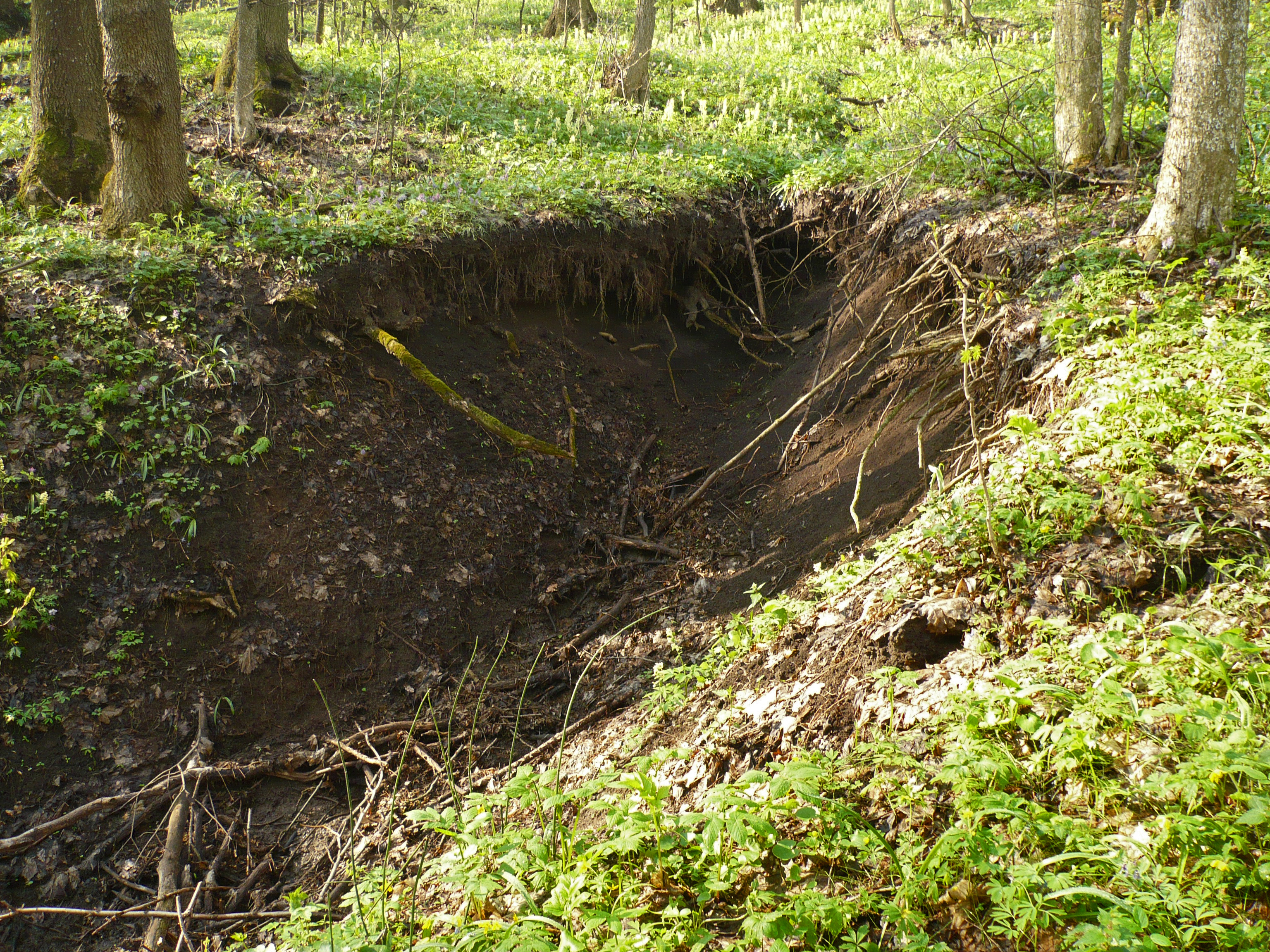
Овраг в урочище, прилегающем к балке Каменный лог в Белгородской области. Результат весенних паводковых вод

Овра́г — отрицательная форма рельефа в виде относительно глубоких и крутосклонных незадернованных ложбин, образованных временными водотоками.
Овраги возникают на возвышенных равнинах или холмах, сложенных рыхлыми, легко размываемыми породами, а также на склонах балок. Овраги возникают вследствие эрозии почвы. Длина оврагов от нескольких метров до нескольких километров. Выделяют молодые (интенсивно развивающиеся) и зрелые овраги. Другие названия — лог, лощина, вражек (московский говор — например, Сивцев Вражек, Вражские переулки), балка (на юге России), враг (в некоторых уездах Вятской, Казанской и Нижегородской губерний).

## Описание
Овраги наиболее распространены в Европейской части России в пределах лесостепной и степной зон, в Средней Азии, в лёссовых областях Китая, в ряде районов США и тропических стран.
Овраги наносят большой вред сельскому хозяйству, расчленяя и уничтожая поля. Для предупреждения овражной эрозии эффективны агротехнические приёмы, которые устраняют или уменьшают поверхностный сток и способствуют задержанию влаги на полях. На территории с развивающимися оврагами применяют гидротехнические устройства: водозадерживающие валы, валы-террасы, водоотводные канавы, запруды, подпорные стенки и другие, а также производят посадку приовражных и прибалочных лесных полос, облесение и залужение склонов и дна оврагов, благодаря которым прекращается развитие овражной сети.